# آوانادی
اواناد (انگلیسی: Avanade) شرکت خدمات حرفه‌ای و فناوری اطلاعات آمریکایی است، که در سال ۲۰۰۰ توسط مایکروسافت تأسیس شد.